# Judith Davis
Judith Davis (* 30. listopad 1981) je francouzská herečka.

## Kariéra
Na televizních obrazovkách a filmových plátnech se začala objevovat v roce 2005, když přijala role do několika dílů seriálů C.I.D. nebo Jeanne Poisson, Marquise de Pompadour.
První větší příležitost dostala od režiséra Laurenta Boutonnata ve filmu Zkáza zámku Herm (Jacquou le Croquant). V něm si zahrála po boku Gaspárda Ulliela nebo Tchékyho Karya. Ve filmu se objevila i modelka Bojana Panić.
Poté se objevila v několika dalších filmech, ať už z Francie, Lucemburska, Švýcarska nebo i Kanady, hlavní a největší roli pak dostala do filmu You will be mine.

## Filmografie
- 2005 - C.I.D. (seriál, Marie-Astrid Chaveau)
- 2006 - Jeanne Poisson, Marquise de Pompadour (seriál, Chloé Masson)
- 2007 - Zkáza zámku Herm (Lina)
- 2007 - Femmes de Loi (seriál, Chloé Masson)
- 2007 - Les Liens du Sang (TV, Audrey Duquesne)
- 2007 - Le Clan Pasquier (seriál, Mlle Bailleul)
- 2008 - Villa Jasmin (TV, Jeanne)
- 2008 - Chez Maupassant (seriál, Marguerite de Morsang)
- 2008 - Mitterrand à Vichy (TV, Danielle Gouze)
- 2008 - La Mort nóublie perssone (TV, Marie Tourbier)
- 2009 - You will be mine (Marie Dandin)
- 2009 - Réfractaire (Lou)
- 2009 - Une semaine sur deux (?)
- 2010 - Les vivants et les morts (TV, Anne-Marie)